# Ташкентський трамвай
Ташкентський трамвай (узб. Toshkentda tramvay) — закрита трамвайна мережа у місті Ташкент, Узбекистан.

## Історія
Трамвай (конка) в Ташкенті було введено в експлуатацію 31 березня 1901, тоді він мав вузьку колію (1000 мм). Другу трамвайну лінію відкрито 5 квітня 1903. Первісна робота з електрифікації конки почалася у 1911 році і введено в експлуатацію 29 грудня 1912 року.
10 вересня 1918 року трамвайний рух був зупинений через відсутність електрики. Перші нерегулярні рейси поновилися в 1920 році. Проте регулярний рух відновлено 22 вересня 1922 року за трьома маршрутами:
- Вокзал — Старе місто
- Шпиталь — Пушкінська
- Московська — Бешагацька

1926 року прийнято новий план розвитку трамвайної мережі. З 1929 року почало працювати трамвайне депо. Перешивка колій з 1000 мм на 1524 мм почалася 1934 року. У 1940 році у Ташкенті довжина ліній склала 41,6 км широкої колії і 28,2 км вузької колії. Розширення трамвайної мережі призупинено в 1945—1957, проте в цей час завершено перешиття існуючих вузькоколійних ліній — у вересні 1968 року. Через нестачу місця в депо № 2 у 1978—1897 роках збудовано нове депо.
2 травня 2016 року трамвайний рух закрито.

## Рухомий склад на початок 2010-х
| Тип        | Одиниць |
| ---------- | ------- |
| Tatra T6B5 | 88      |
| 71-402     | 1       |
| 71-403     | 1       |
| KTM-19KT   | 30      |
| Vario LF   | 2       |

## Трамвайні депо
- Трамвайне депо № 1 (депо конки) 41°17′51.22″ пн. ш. 69°17′11.03″ сх. д. / 41.2975611° пн. ш. 69.2863972° сх. д.. Відкрито у 1913 році. Перенесено у 1947 році.
- Трамвайне депо № 1 41°18′19.64″ пн. ш. 69°16′49.73″ сх. д. / 41.3054556° пн. ш. 69.2804806° сх. д. Відкрито у 1947 році. Перенесено у 1966 році.
- Трамвайне депо № 1 41°16′20.26″ пн. ш. 69°17′22.90″ сх. д. / 41.2722944° пн. ш. 69.2896944° сх. д. Відкрито у 1966 році. Закрито у 2001 році.
- Трамвайне депо № 2 41°19′22.86″ пн. ш. 69°14′28.93″ сх. д. / 41.3230167° пн. ш. 69.2413694° сх. д. Відкрито у 1936 році. Перенесено у 1987 році.
- Трамвайно-тролейбусне депо № 3 41°21′10.08″ пн. ш. 69°21′05.72″ сх. д. / 41.3528000° пн. ш. 69.3515889° сх. д. Відкрито у 1975 році. Закрито 01.08.2015.
- Трамвайне депо № 2 41°16′21.34″ пн. ш. 69°10′09.86″ сх. д. / 41.2725944° пн. ш. 69.1694056° сх. д.. Відкрито у 1987 році. Закрито 2 травня 2016 року[1].

## Лінії, які працювали до 2016 року
- № 8 махалля Бешкайрагач — пл. Актепе
- № 9 ж/м Чиланзар-26 — Північний вокзал
- № 12 Станція метро Беруні — Бешкайрагач
- № 13 Куйлюк-центр — Північний вокзал
- № 17 Бешкайрагач — Іпподром
- № 26 Куйлюк-6 — Північний вокзал